# Tlalnepantla, Morelos
Tlalnepantla är en kommunhuvudort i Mexiko.   Den ligger i kommunen Tlalnepantla och delstaten Morelos, i den sydöstra delen av landet, 50 km söder om huvudstaden Mexico City. Tlalnepantla ligger 2 070 meter över havet och antalet invånare är 3 742.
Terrängen runt Tlalnepantla är kuperad åt sydost, men åt nordväst är den bergig. Terrängen runt Tlalnepantla sluttar söderut. Runt Tlalnepantla är det ganska tätbefolkat, med 230 invånare per kvadratkilometer. Närmaste större samhälle är Tepoztlán, 11,1 km väster om Tlalnepantla. I omgivningarna runt Tlalnepantla växer huvudsakligen savannskog.